# Pieris ergane
Pieris ergane, vulgarmente llamada blanca escasa —por su rareza en España—, es una mariposa de tamaño mediano-pequeño (machos y hembras alrededor de los 4 cm de envergadura), de color blanco con manchas negras y reverso con alas anteriores blancas y posteriores amarillentas, con ligero dimorfismo sexual. Pertenece a la familia Pieridae, y fue descrita por Hübner en 1758.
Su epíteto genérico hace referencia a Pieria, lugar donde nacieron las musas y Orfeo, de la mitología griega. El específico hace referencia a la diosa Atenea con su epíteto Ergané, ἐργάνη, protectora de los artesanos.
Se distribuye por Europa, Asia Menor, Bielorrusia y Rusia hasta Pakistán, en altitudes entre los 1100 y 2300 m. Su estado de conservación general no reviste preocupación y no se encuentra incluida en la Lista roja de la UICN, ni en el Atlas y libro rojo de los invertebrados amenazados de España, sin embargo está clasificada como «rara» en el Libro rojo de los lepidópteros ibéricos y amenazada en Francia según el Inventaire national du Patrimoine naturel.

## Descripción
El anverso o cara superior de las alas es blanco. El reverso es de color blanco y amarillo pálido, sin puntos negros.
El anverso de las alas anteriores de los machos es blanco con la costa blanco grisácea y una mancha apical gris. En la zona postdiscal aparece una mancha negruzca en E3 que puede faltar. Las alas posteriores son blancas con una mancha postdiscal negra en E7 tocando la costa. El reverso alar es blanco y amarillo pálido. Las anteriores son blancas, las posteriores son de tono amarillo pálido con escamas grises.
Las alas de las hembras son similares, con manchas de mayor extensión. El anverso de las anteriores posee una zona basal más oscura, con dos manchas postdiscales negruzcas en E1b y E3.
Como en el resto de especies de su familia, los imagos tienen la cabeza pequeña, con antenas en maza, y unos palpos bien desarrollados. Los tres pares de patas son funcionales. Sus alas anteriores forman un ángulo agudo en su base, mientras que las posteriores, que tienen una superficie alar mayor, son redondeadas. Son característicos dos nervios anales en las alas posteriores.
Por su aspecto exterior o morfología es muy difícil distinguirla de otras especies del mismo género como P. rapae  o P. mannii, aún en la mano, por lo que es necesario realizar un estudio de la genitalia para confirmar la especie.

## Biología y distribución
Es una especie bivoltina con una primera generación que vuela en primavera y una segunda en verano. Sus plantas nutricias son las de la familia de las crucíferas, especialmente Isatis tinctoria y Aurinia saxatilis.
Especie de amplio rango de distribución que abarca desde la cuenca mediterránea europea, Asia Menor, hasta Pakistán, y Bielorrusia y Rusia occidental por el norte. En España es una especie rara y poco frecuente, con tres núcleos de población no conectados y con pocos individuos allí donde aparece. Su hábitat son zonas montañosas bien conservadas, de solana, con terrenos pobres, habitualmente calizos, volando sobre taludes, pedregales, pastizales pobres y caminos.